# Grammofonplade
En grammofonplade indeholder et lagret lydsignal (fonogram) og afspilles på en grammofon.
Den brede betegnelse grammofonplade bliver kun sjældent anvendt i dag. I stedet taler man om en LP, en vinylplade eller en plade.
Princippet i en grammofonplade er mekanisk: pick-up'en bevæger sig gennem en kurvet rille, hvor kurverne svarer til lydens svingninger, der i pick-up'en omsættes til et elektrisk signal, der igen omsættes til svingninger i højttaleren og dermed lyd.

## Formater

### Formattyper
De sædvanlige diametre af hullerne på en EP-plade er 0,286 engelske tommer (inch kort in) (7,26 mm).
Størrelser på plader i USA og Storbritannien er generelt målt i tommer, f.eks. 7-tommer plader, som generelt er 45 rpm plader. LP'er var 10-tommer plader i starten, men snart blev 12-tommer-størrelsen langt den mest almindelige. Generelt var 78'ere 10-tommer, men 12-tommer og 7-tommer og endnu mindre blev lavet - de såkaldte "små vidundere".

### Standardformater
| Diameter      | Færdig diameter | Navn                         | Omdrejninger per minut | Omtrent varighed |
| ------------- | --------------- | ---------------------------- | ---------------------- | ---------------- |
| 16 in (41 cm) | 15 ⁄16" ±3⁄32"  | Transkriptionsskive          | 33 1⁄3 rpm             | 15 min/side      |
| 12 in (30 cm) | 11 7⁄8" ±1⁄32"  | LP (Long Play)               | 33 1⁄3 rpm             | 22 min/side      |
| 12 in (30 cm) | 11 7⁄8" ±1⁄32"  | Maxi Single, 12-tomme single | 45 rpm                 | 15 min/side      |
| 12 in (30 cm) | 11 7⁄8" ±1⁄32"  | Single                       | 78 rpm                 | 4–5 min/side     |
| 10 in (25 cm) | 9 7⁄8" ±1⁄32"   | LP (Long Play)               | 33 1⁄3 rpm             | 12–15 min/side   |
| 10 in (25 cm) | 9 7⁄8" ±1⁄32"   | EP (Extended Play)           | 45 rpm                 | 9–12 min/side    |
| 10 in (25 cm) | 9 7⁄8" ±1⁄32"   | Single                       | 78 rpm                 | 3 min/side       |
| 7 in (18 cm)  | 6 7⁄8" ±1⁄32"   | EP (Extended Play)           | 33 1⁄3 rpm             | 7 min/side       |
| 7 in (18 cm)  | 6 7⁄8" ±1⁄32"   | EP (Extended Play)           | 45 rpm                 | 8 min/side       |
| 7 in (18 cm)  | 6 7⁄8" ±1⁄32"   | Single                       | 45 rpm                 | 5 1⁄3 min/side   |

Noter:
- Columbia pressede mange 7-tommer 33+1/3 rpm vinylsingler i 1949, men disse blev droppet i begyndelsen af 1950 på grund af populariteten af RCA Victor 45.[3]
- Oprindelige huldiametre var 0,286" ±0,001" for 33+1/3 og 78,26 rpm-plader - og 1,504" ±0,002" for 45 rpm-plader.[4]

## Historisk

### Første grammofonplader 78 omdrejninger per minut
Grammofonen blev opfundet i 1887 af Emile Berliner. De første grammofonplader kom omkring år 1887 og var fremstillet af ebonit "vulcanite", zink og shellak (lakplade) og roterede med en hastighed på 78 omdrejninger i minuttet (80 omdrejninger hos Pathé). En sådan plade blev også kaldt 78-plade eller 78'er.
I begyndelsen blev grammofonplader indspillet akustisk via en tragt, der modtog lyd og skar en tilsvarende rille i pladen. Sidst i 1920'erne gik man over til elektriske mikrofon-indspilninger, dog uden mulighed for variation af lydbilledet.
Archive.org har mange optagelser af 78-plader, inklusiv danske. Ridsestøj og støj er typisk reduceret på optagelserne.
Den maksimale spilletid pr. pladeside var fem minutter for en 10″ (25 cm) plade, på de lidt større plader med en diameter på 12″ (30 cm) op til knap 10 minutter. Aftastningen af pladerillen foregik i de tidligste tider med kraftige udskiftelige nåle af forskelligt materiale, men det mere sejlivede safir- eller diamantmateriale viste sig mest velegnet – ikke mindst for pladerne.

### Første vinylplader og RIAA
Efter 2. verdenskrig den 21. juni 1948 offentliggjorde Columbia Records (USA) de første vinylplader (PVC), der kørte med 33⅓ omdrejninger pr. minut og med diametre på 10″ og 12″. Den 31. marts 1949 kom RCA Victor (USA) med de første vinylplader, der kørte med 45 omdrejninger pr. minut og en diameter på kun 7″. Både Columbia Records og RCA Victor plader havde tættere riller og var mere holdbare end 78'er lakpladerne.
Siden ca. 1940 har der været flere konkurrerende og indbyrdes inkompatible anvendte grammofonplade forbetoninger. Fra ca. 1954 fulgte langt de fleste vinylgrammofonpladeproducenter retningslinjerne fra Recording Industry Association of America (RIAA). Ved optagelse dæmper RIAA-forbetoningen lave frekvenser og fremhæver høje frekvenser. Ved afspilning gøres det omvendte; RIAA-efterbetoningen fremhæver lave frekvenser og dæmper høje frekvenser. Effekten er lavere støj, og længere mulig spilletid, da musik sædvanligvis har meget energi i bas og lidt i diskant. Pladen blev derfor mindre, men med samme korte spilletid på hver side. Den engelske betegnelse single (7") brugtes også i Danmark. EP-pladerne (10") (engelsk forkortelse for Extended Play = udvidet spilletid) kom ligeledes på markedet. De kunne som noget nyt rumme hele fire numre på samme plade. Beskyttelsesomslaget var stift og ofte med noter på bagsiden.
I Danmark blev de sidste lakplader udgivet i 1957/1958. Herefter gik man helt over til vinyl.
Da større værker (specielt af klassisk musik) blev udgivet på lak, var det - pga. den begrænsede plads på pladerne - nødvendigt at udgive det som et helt sæt. De blev samlet i et album man talt kunne bladre i. Denne betegnelse bruges om udgivelsen af en samling musiknumre på en lp eller en cd.
De "moderne" grammofonplader er lavet af PVC (Polyvinyl Chlorid) og er mere følsomme for ridser end lakpladerne, men mindre følsomme overfor bøjning og anden fysisk overlast. Lyden blev renere, nålestøj og knitren blev stærkt minimeret, og begrebet High Fidelity (Hi-Fi) opstod. Som følge heraf krævedes moderniseret afspilningsudstyr og internationale standarder for indspilningsfrekvenser (som også eksisterede tidligere...).
Samtidig med 7″ (18cm) 45-pladerne kom 12″ (30cm)-pladerne, der kørte med 33⅓ omdrejninger i minuttet. Det gav anledning til et nyt navn, lp-pladen, hvor lp er en engelsk forkortelse for Long Play. Dermed var der mulighed for at opbevare en hel times lyd.

### Første vinylplader med stereo
Fra omkring 1960 blev de første plader (på både 45 og 33⅓ plader) udsendt med stereo. I 1970'erne eksperimenterede man desuden med 4-kanals-stereo, kaldet quadrofoni. De første lp'er var primært sammensat af kunstnernes forskellige single-udgivelser, men i 1960'erne blev det mere almindeligt, at en kunstner/gruppe udgav et helt samlet lp-album (2 eller flere lp'ere).
(Bemærk: Man bør aldrig spille en 33⅓ rpm plade i 45 rpm hastighed, da det kan skade det øverste frekvensområde, nålen kan ikke følge med på de høje frekvenser.)
Lp-pladen regnedes i mange år for forældet, men er i de senere år begyndt at vinde frem igen, dog mest for entusiaster. Den blev som mainstream-product igennem 1980'erne og 1990'erne erstattet helt af audio-cd eller Compact Disc Audio. Vinylpladen anvendes dog stadig på mange diskoteker – bl.a. fordi en disk-jockey har mulighed for håndmanipulation med en grammofonplade, og derved mulighed for at skabe nye lyde. Samtidig giver det også mere blikfang at se vinylpladerne rotere.

## Teknisk sammenligning af grammofonpladen og cd'en
Teknikken bag vinylpladen er markant anderledes end den bag Compact Disc'en (cd'en). Musikken på en cd er lagret digitalt, mens den på vinylpladen er lagret analogt. Selvom den almindelige opfattelse er, at den digitale cd har en bedre lydkvalitet, er der stadig diskussion om, hvorvidt dette er tilfældet eller ej. Grunden til at diskussionen stadig findes, er at der findes svagheder ved både den analoge teknik bag vinylpladen og den digitale teknik bag cd'en. Afspilleren af de respektive medier er dog altafgørende.
De to væsentligste begrænsninger ved cd'en er båndbredden og dynamikområdet. Båndbredden for cd-lyd er begrænset af den anvendte samplingfrekvens, som er 44,1 kHz for en cd. Teoretisk kan man gemme og genetablere et signal eksakt, hvis signalets båndbredde opad er begrænset til det halve af samplingsfrekvensen, altså 22,05 kHz i dette tilfælde. En af udfordringerne ved at optage lyden digitalt er netop at opnå denne båndbreddebegrænsning i praksis uden at miste noget væsentligt indhold af lydsignalet, og der bliver brugt mange tekniske foranstaltninger for et opnå dette.
Begrænsningen i cd'ens dynamikområde har sit udgangspunkt i antallet af bits, der er anvendt til at gemme det samplede signal; en cd har en opløsning på 16 bits. Hvert sample må nødvendigvis være afrundet til nærmeste værdi, og den afrunding har større og større indflydelse des svagere signalet er. Denne strøm af afrundinger vil give en fejl på det digitale signal, og det betegnes kvantiseringsstøj. Kvantiseringsstøj har en del teoretiske egenskaber tilfælles med andre typer støj, og med det udgangspunkt kan man f.eks. beregne cd'ens teoretiske dynamikområde, som er 96 dB. Dette tal er langt bedre end hvad der normalt opnås med en vinylplade, men der er det særlige forhold, at når signalet bliver meget svagt vil kvantiseringsstøjen blive korreleret med signalet, hvilket i sidste instans viser sig ved, at signaler, som er mindre end en halv sampleværdi, helt vil forsvinde ved digitaliseringen. Derfor anvendes dither der sørger for at selv 'for små' signaler opfanges og gengives (med støj).
På vinylpladen gemmes lydsignalet ved at omsætte det til mekaniske bevægelser i en skærenål. Det giver ikke samme begrænsninger som cd'en, men er til gengæld forbundet med andre. Ved indspilningen gennemgår lydsignalet filtreringer og andre behandlinger, som kan påvirke lyden, men en af de væsentlige svagheder er støj. Til forskel fra cd'ens kvantiseringsstøjgulv er sædvanlig pladestøj en kombination af hvid støj og knitren, som kommer til, hvis der kommer snavs i pladerillen. Det er en subjektiv vurdering, hvor meget det forringer lytteoplevelsen, men generelt kan den menneskelige hørelse opfatte signalnuancer, som er langt svagere end den overlejrede hvide støj.
Den diskussion ændrer dog ikke ved, at vinylpladen er langt mere modtagelig for slitage, smuds og støv, og at den kræver større omhyggelighed for at beholde sin lydkvalitet. Trods det findes der tilhængere, som stadig foretrækker at lytte til de gamle sorte skiver, og myten om at cd'en holder sig uændret, uanset om den koges eller brændes, er for længst manet til jorden. De kan miste data eller hakke, og har en holdbarhed på ca. 20 år, hvorefter materialerne begynder at være nedbrudt, i en grad der vanskeliggør afspilning.

## Grammofonpladen i dag
Vinylpladen blev så godt som helt fortrængt af cd'en på markedet, men efterspørgslen er aldrig helt stoppet og i 2010'erne har den fået en ny opblomstring. Salg af cd'er er styrtdykket i 2010'erne og flere album udgives i dag alene på vinyl og som download. Salget af vinylpladen steg med 52% fra 2013 til 2014. Meget ny musik produceres på vinylplader i et begrænset oplag, og bliver ofte til samlerobjekter. Meget ældre musik findes også på vinylplader som genoptryk. Ofte er genoptryk og nye lp'er lavet på 180 grams plader. Visse kunstnere udsender fra tid til anden alene et album eller en single på vinyl, eller udsender vinylpladen inden album eller single gøres tilgængelig som download.
I 2023 fortsætter grammofonpladernes opblomstring og har i 2023 overhalet cd-salget.
Vinylpresserier dukker nu op igen, også i Skandinavien.